# AVALANCHE
「AVALANCHE」（アバランチ）はUVERworldの40枚目のシングル。2021年11月24日にgr8!recordsより発売された。

## 背景とリリース
前作『来鳥江/SOUL』からおよそ3か月ぶりとなるシングル。UVERworldが年間にシングルを4枚リリースするのは、2006年以来15年ぶりである。表題曲「AVALANCHE」は、カンテレ・フジテレビ系 月10ドラマ『アバランチ』主題歌に使用された。
初回生産限定盤・通常盤の2形態でリリース。初回生産限定盤は『UVERworld LIVE 2021 at Yokohama Arena〜We gonna go〜』から8曲のライブ音源を収録した特典CDが付属する。
| 形態           | 規格 | 規格品番     |
| -------------- | ---- | ------------ |
| 初回生産限定盤 | 2CD  | SRCL-11911~2 |
| 通常盤         | CD   | SRCL-11913   |

## チャート成績
初動にて推定13,833枚を売り上げ、オリコン初登場6位を記録した。

## 収録内容
| 全作詞: TAKUYA∞、全編曲: UVERworld & 平出悟。 |                               |           |                |      |
| #                                             | タイトル                      | 作詞      | 作曲           | 時間 |
| 1.                                            | 「AVALANCHE」                 | TAKUYA∞   | 克哉 / TAKUYA∞ | 4:13 |
| 2.                                            | 「イーティー」                | TAKUYA∞   | TAKUYA∞        | 4:05 |
| 3.                                            | 「AVALANCHE (instrumental)」  | TAKUYA∞   |                | 4:13 |
| 4.                                            | 「イーティー (instrumental)」 | TAKUYA∞   |                | 4:03 |
| 合計時間:                                     | 合計時間:                     | 合計時間: | 16:37          |      |

| #         | タイトル                            | 作詞  | 作曲・編曲 | 時間 |
| --------- | ----------------------------------- | ----- | ---------- | ---- |
| 1.        | 「ace of ace」(-09.04 Day-)         |       |            | 3:50 |
| 2.        | 「NAMELY」(-09.04 Day-)             |       |            | 4:21 |
| 3.        | 「just Melody」(-09.04 Night-)      |       |            | 5:25 |
| 4.        | 「HOURGLASS」(-09.04 Night-)        |       |            | 4:01 |
| 5.        | 「儚くも永久のカナシ」(-09.05 Day-) |       |            | 3:16 |
| 6.        | 「一億分の一の小説」(-09.05 Day-)   |       |            | 4:42 |
| 7.        | 「Touch off」(-09.05 Night-)        |       |            | 4:42 |
| 8.        | 「AFTER LIFE」(-09.05 Night-)       |       |            | 5:17 |
| 合計時間: | 合計時間:                           | 35:34 |            |      |

## 楽曲解説
AVALANCHE
カンテレ・フジテレビ系 月10ドラマ『アバランチ』主題歌。UVERworldの主題歌担当は事前発表されたが、初回放送までタイトルならびに音源の解禁はなかった。第2部（第6話放送より）以降の主題歌はUVERworldの「EN」。
2021年12月24日、ミュージック・ビデオが公開された。
イーティー
2021年9月の横浜アリーナ公演で披露されていた楽曲。当時のタイトルは「ナイン」であり、ボーカルTAKUYA∞の弾き語りが話題となった。TAKUYA∞の友人である元LAID BACK OCEANのYAFUMIに向け制作されている。TAKUYA∞にとってYAFUMIは「宇宙人のような存在」であることから、映画『E.T.』における「宇宙人と人間が仲良くなる」シーンが重なり、楽曲タイトルとした理由の一つだとした。
AVALANCHE(instrumental)
表題曲「AVALANCHE」のインストゥルメンタル。
イーティー(instrumental)
カップリング曲「イーティー」のインストゥルメンタル。カップリング曲のインストゥルメンタル収録は初となる。